# Karl Johanstorget, Göteborg

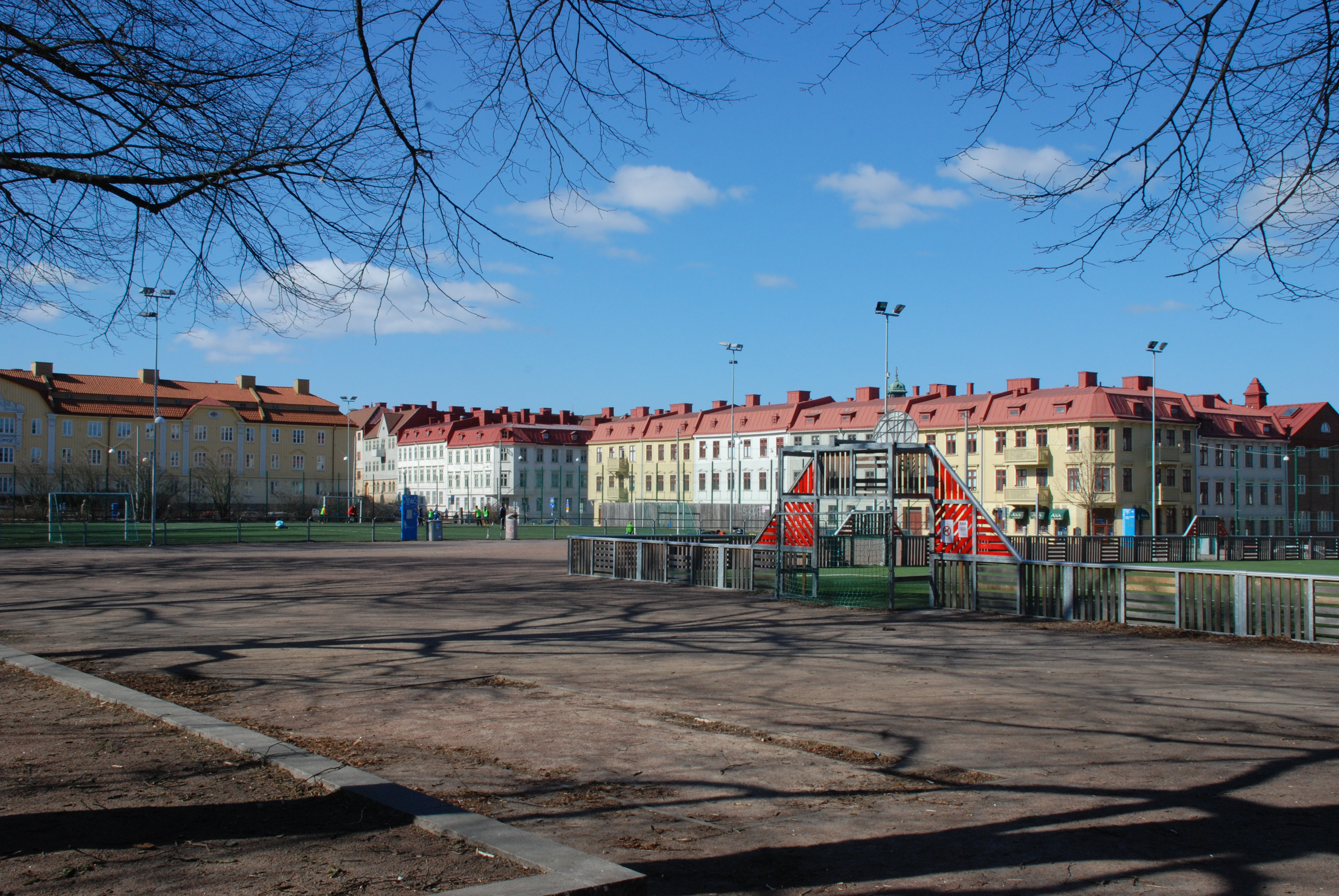
Karl Johanstorget.

Karl Johanstorget är ett torg i stadsdelen Majornas 3:e rote i Göteborg, som fick sitt namn 1894 efter Carl Johans församling. Torget är cirka 1 hektar stort och avgränsas av Amiralitetsgatan i norr, Karl Johansskolan i öster, kvarter 23 Standaret i söder och Såggatan i väster. Karl Johanstorget har tomtbeteckning 722:135. Sin slutliga utformning fick torget på 1920-talet, och finns med i kommunens Bevaringsprogram (1975).
Västra Realläroverket för pojkar uppfördes 1895 vid Karl Johanstorgets norra sida, och i öster tillkom Karl Johansskolan 1922. Dicksonska stiftelsen uppförde 1916 landshövdingehus vid den västra sidan i kvarter 16 Vagnborgen. Några friliggande landshövdingehus vid torgets sydvästra hörn i kvarter 17 Kabyssen byggdes omkring 1920.  Längs hela torgets södra sida byggdes 1922-1923 ett monumentalt kvarter med landshövdingehus, kvarteret 23 Standaret. I övrigt bebyggdes torgets omgivningar med landshövdingehus under perioden 1920-1935.

## Idrott
Sällskapet för Friluftslekar sökte i början på 1900-talet platser för "lekfält", som det då kallades. Ett lämpligt sådant - nuvarande Karl Johanstorget - fann man i den så kallade Godhemsdalen; en grusad, tidigare betesäng som under en tid använts som tillfällig skolgård för det 1895 i dalens nordöstra del uppförda Allmänna Läroverket. Lekfältet omvandlades 1906 till fotbollsplan, då seriespelen flyttade ut matcherna till stadsdelarna (Svenska Fotbollförbundet startade 1905). Planen var ojämn, gropig och starkt snedsluttande mot Amiralitetsgatan i norr. Även efter fotbollsplanens tillkomst fanns gräsbete kvar för det fåtalet kor, vilka blev kvar i området ända fram på 1930-talet. När "Torget" öppnades för spel 1906, var de första hemmalagen Majornas IS och Vikingens B-lag. Det tredje hemmalaget blev IF Welox 1908-09. "Torget" utökades 1913 genom ett omfattande schaktningsarbete, men blev därefter nästan avfolkat då fotbollsverksamheten i Majorna flyttade till bland andra Älvsborgsfältet och Sannaplan. Högsta publiksiffran - 10 000 - för "Torget" är troligen från ett tillfälle 1929 då tre allsvenska lag möttes; IFK Göteborg spelade mot Landala IF (7-0), GAIS mot IF Welox (4-0) och IF Elfsborg mot Majornas IK (5-1). Ännu på 1960-talet hade Masthuggets BK "Torget" som hemmaplan, och matcher i Göteborgsseriens näst högsta klass var därför fortfarande förlagda dit.